# Galvai
Das Galvai, auch Galvey, Galbay, Galbai, war ein deutsches Volumenmaß für Salz und Getreide. Verbreitung hatte das Maß in Bayern und gehörte zu den alten bayerischen Hohlmaßen. Im späten Mittelalter rechnete man in München eine Galve oder Galvai mit etwa 74,1 bis 74,3 Liter. Eine Nutzung in Tirol ist aus Maßangaben bekannt.
- München 4 Galvai = 1 Fuder Salz (1 Fuder mit 297 Liter)
- 14 Galvei 1 Wagenlast = 28 Metzen Salz
- Augsburg 1 Wagenlast = 5 Fuder Salz

Man nutzte das Maß neben Salz und Getreide auch für Sand in der Verbindung mit anderen Maßen. Hier waren
- 1 Trag = ½ Galbei
- 12 Tragen = 1 Chretzen